# Theodor Schneemann

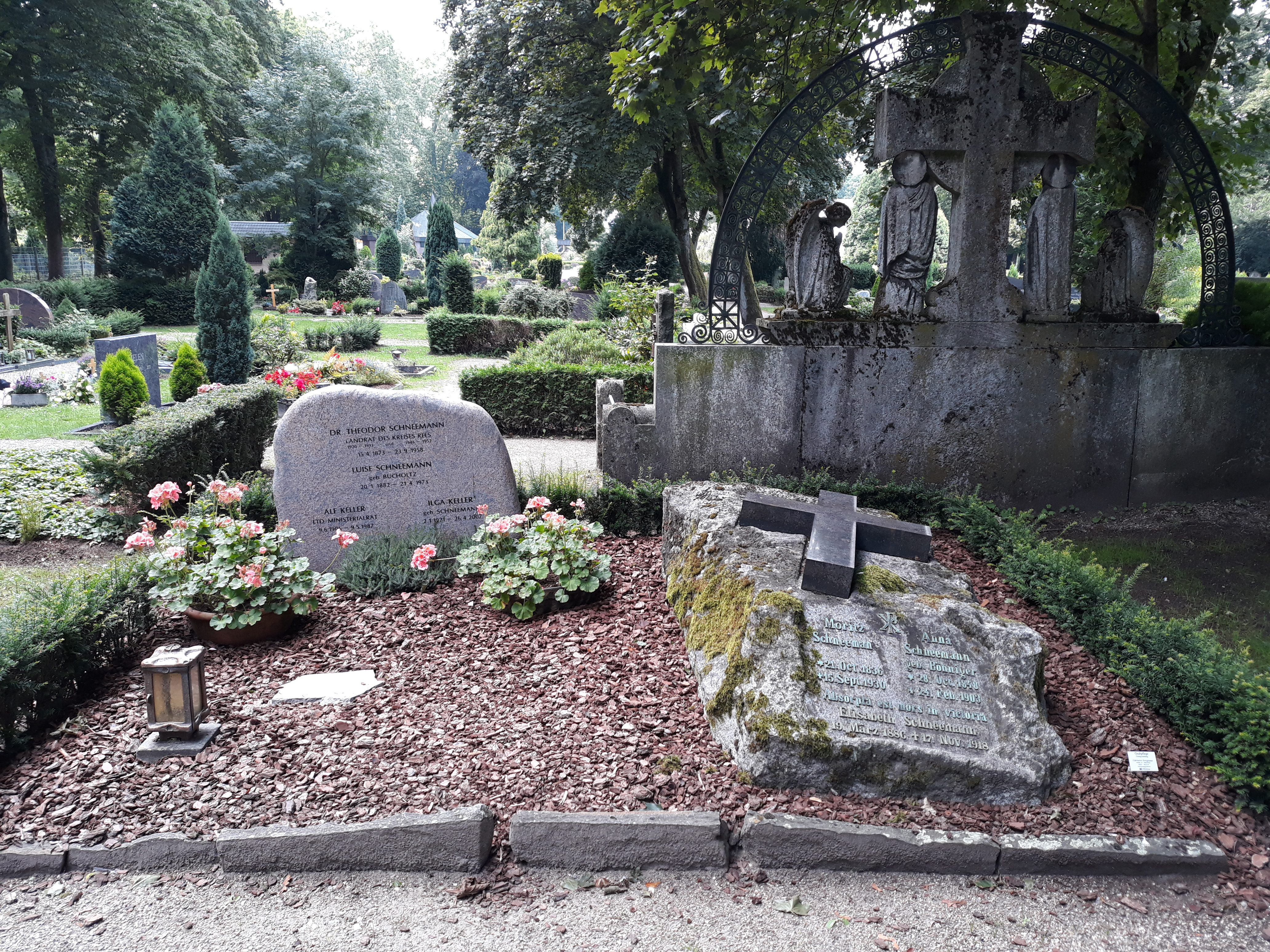
Das Grab von Theodor Schneemann und seiner Ehefrau Luise geborene Bucholtz im Familiengrab auf dem Friedhof an der Caspar-Baur-Straße in Wesel

Theodor Schneemann (* 15. April 1873 in Wesel; † 23. September 1958) war ein deutscher Jurist und Politiker (Zentrum, später CDU). Er war von 1946 bis 1950 Abgeordneter im Landtag von Nordrhein-Westfalen und dessen erster und letzter Alterspräsident.

## Leben

### Schulbildung und Studienzeit
Schneemann besuchte die Volksschule und war von Beruf Land- und Forstwirt.
Nach dem Ablegen des Abiturs am Gymnasium absolvierte er ein Studium der Rechtswissenschaften an den Universitäten Leipzig, Freiburg im Breisgau, Rom, Berlin und Bonn. Schneemann war Mitglied der katholischen Studentenverbindungen KStV Arminia Bonn und KStV Askania Berlin.

### Rechtslaufbahn
Nach dem Studium war Schneemann als Gerichtsreferendar in Wesel, Duisburg, Kiel und Hamm tätig, bevor er von 1903 bis 1905 als Gerichtsassessor in Bottrop und Essen arbeitete. Von 1905 bis 1914 war er als Amtsrichter am Amtsgericht Dinslaken beschäftigt. Im Jahr 1912 folgte eine Studienreise nach Russland. Von 1914 bis 1918 war er als Hauptmann der Reserve am Ersten Weltkrieg beteiligt.

## Politik

### Weimarer Republik und Zeit des Nationalsozialismus
Von 1919 bis 1933 war Schneemann Landrat in Wesel, im Jahr 1919 zunächst kommissarisch. 1920 gehörte Schneemann dem Provinziallandtag der Rheinprovinz an. Er war Mitglied der Fraktion des Zentrums.
Am 5. Oktober 1933 wurde er gemäß § 6 des Gesetzes zur Wiederherstellung des Berufsbeamtentums in den Ruhestand versetzt, am 1. Februar 1934 endgültig.

### Nachkriegsjahre
Nach Ende des Zweiten Weltkriegs trat Schneemann 1945 der CDU bei. Er war Mitglied des Vorstandes des „Lippeverbandes“ und Kreisvorsitzender der CDU. Ab 1946 war er Landrat des Kreises Rees in Wesel. Er war vom 19. Dezember 1946 bis zum 17. Juni 1950 Abgeordneter des Landtags von Nordrhein-Westfalen, erst wurde er in die Zweite Ernennungsperiode eingesetzt und anschließend direkt im Wahlkreis 77 Rees für eine Legislaturperiode ins Parlament gewählt.

#### Alterspräsident des nordrhein-westfälischen Landtags
Am 19. Mai 1947 eröffnete Schneemann als (erster und letzter) Alterspräsident die konstituierende Sitzung des ersten frei gewählten nordrhein-westfälischen Landtags. In seiner Rede wandte er sich gegen eine deutsche Kollektivschuld und suchte die Verantwortung für die Politik des nationalsozialistischen Deutschlands in nicht genau benannten „fremdländischen Einflüsse[n] und Beispiele[n]“, wie im stenografischen Bericht der Landtagssitzung deutlich wird:

„Man spricht so viel von der Kollektivschuld des deutschen Volkes. Ob eine solche Schuld besteht, darüber wird die Geschichte entscheiden. Die Geschichte wird auch die Frage zu prüfen haben, ob es nicht gerade fremdländische Einflüsse und Beispiele waren, die für die Machthaber des Nationalsozialismus richtunggebend waren. (Zuruf links: Na na.) Das deutsche Volk kann jedenfalls eine Kollektivschuld unter keinen Umständen anerkennen. Es hat, nachdem es die wahre Natur des Nationalsozialismus erkannt hatte, in seiner übergroßen Mehrheit den Nationalsozialismus bekämpft (Lachen links) und abgelehnt.“

Insgesamt ist dem Parlamentsprotokoll „eine weitgehend unproblematische Amtsführung zu entnehmen, wenngleich indirekt einige leichte Unsicherheiten zu erkennen sind“. Schneemanns Fraktionskollege Josef Hofman notierte dagegen in seinen Memoiren: „Aber ein so lieber Kollege auch Dr. Theodor Schneemann war, dieser Aufgabe war er mit seinen 74 Jahren nicht mehr gewachsen.“ In seiner Dissertation diskutiert der Politikwissenschaftler Benedikt Brunner die Frage, ob die Person Schneemann – d. h. dessen angezweifelte Leitungsfähigkeit und problematischen Aussagen zum Nationalsozialismus – es war, die dazu führte, dass der Verfassungsausschuss des nordrhein-westfälischen Landtags das Prinzips eines Alterspräsidenten abschaffte. (Nordrhein-Westfalen ist damit das einzige deutsche Landesparlament mit einer Präsidiums- statt einer Alterspräsidentenregelung.) Eine abschließende Bewertung zur Rolle Schneemanns fällt Brunner nicht.

## Nachleben
Das als Schneemann-Haus bekannte Wohnhaus Schneemanns in Wesel wich in den 2020er-Jahren einem Neubau. Erhalten blieb jedoch ein vermutlich von Eva Brinkman angefertigtes, einen Zweimaster darstellendes Relief, das Schneemann anfertigen ließ, um die Tradition Wesels ans Hansestadt zu würdigen.

## Ehrungen
- 1953: Verdienstkreuz (Steckkreuz) der Bundesrepublik Deutschland